# Chanaresuchus
Chanaresuchus es un género extinto de arcosaurios perteneciente al grupo Proterochampsia. El tamaño era pequeño para un proterocámpsido, con un promedio de poco más de un metro de largo. Sus fósiles se encuentran en el Triásico Medio y el Triásico Superior en la provincia de La Rioja, Argentina y en Río Grande do Sul, (Geoparque Paleorrota), en Brasil. Actualmente se conocen dos especies: la especie tipo Chanaresuchus bonapartei que se encuentra en la Formación Chañares del Ladiniense, en 1971, y la especie Chanaresuchus ischigualastensis que fue nombrada en 2012 y vivió al final de Carniense en la Formación Ischigualasto. C. bonapartei se ha descubierto recientemente en la Formación Santa María del Carniense de Brasil. Chanaresuchus parece ser uno de los arcosauriformes más comunes en la Formación Chañares debido a la abundancia de ejemplares que se han referido al género. Gran parte del material fue encontrado por la expedición La Plata-Harvard entre 1964 a 1965. Chanaresuchus se clasificó originalmente en la familia Proterochampsidae, a pesar de que se ha colocado en el familia Rhadinosuchidae en los estudios más recientes (ambas familias pertenecen a Proterochampsia).

## Descripción
Chanaresuchus tenía un cráneo bajo y alargado, que es característico de Proterochampsia. El cráneo es bastante amplio en la parte posterior con un hocico estrecho, que varía en longitud desde alrededor de 165 milímetros a 260 milímetros en los ejemplares más grandes. Las ventanas de la nariz son hendiduras posicionadas en el borde y lejos de la cara, más arriba en el cráneo. El premaxilar está ligeramente curvado hacia abajo. El cráneo es muy ornamentado, con los huesos dérmicos bien esculpidos. Los palatinos de Chanaresuchus tiene alargadas las coanas. Dos aberturas pequeñas anteriores a las coanas en el palatino podría haber sido utilizado como acceso al órgano de Jacobson. La forma del palatino secundario entre estos dos conjuntos de aberturas puede haber sido una adaptación para respirar con la nariz bajo el agua.
A diferencia de otros principios arcosaurios proterocámpsidos, Chanaresuchus tenía poca armadura. Los osteodermos encontrados son de tamaño reducido, formando una sola línea en la columna vertebral. Van desde el cuello hasta la última vértebra presacral y probablemente continuaba por la cola, aunque no se encontraron especímenes que muestren o sugieran esto. Hay alrededor de tres escamas por vértebra.
El pie de Chanaresuchus difiere de otros arcosaurios en que existe un énfasis en una extensión interna de las falanges, mientras que en otros arcosaurios primitivos mantienen un patrón algo más simétrico. La primera falange es pequeña, pero bastante fuerte. La segunda falange es claramente más masiva, pero la tercera falange es la más larga, aunque algo delgada. La cuarto falange es muy delgada y el quinto metatarsiano consta de sólo un espolón.

## Paleobiología
Se han propuesto una forma de vida semiacuática similar a los fitosaurios y cocodrilos modernos para Chanaresuchus, como lo sugiere el palatino secundario, las órbitas dorsales, la posición dorsal de las narinas, y muchas otras características. Algunos indicios, como la falta de anfibios en la Formación Chañares, sugiere que la zona era relativamente seca durante el tiempo de deposición. Un estilo de vida terrestre es posible para el género, ya que las diferencias extremas en el tamaño de las patas delanteras en comparación con los miembros posteriores en comparación con otros tecodontes puede ser considerado una característica de bipedestación. Probablemente no es el caso del Chanaresuchus y la evidencia sigue estando a favor de un animal semiacuático.
La ubicación del medio ambiente de deposición donde se han encontrado especímenes de Chanaresuchus estaba cerca de un área con mucha actividad volcánica, debido al hecho de que estaba en una cuenca de rift activa. Se cree que todas los especímenes habían muerto en un solo evento de mortalidad masiva y pudieron haber sido enterrados en una orilla del río. El evento que causó la mortalidad muy probablemente estuvo vinculado a la actividad volcánica regional.
La localidad donde se encontraron los ejemplares de Chanaresuchus es bien conocida por su abundancia de tetrápodos. Entre los Therapsida se incluyen Dinodontosaurus, Kannemeyeriidae y cinodontes como Probainognathus y Massetognathus, siendo este último el más abundante taxón de la localidad. Entre los taxones más comunes están Lewisuchus, Lagerpeton, Marasuchus, y Pseudolagosuchus. Otros arcosaurios presentes son Gracilisuchus y Luperosuchus. Otro proterocámpsido, que fue nombrado junto a Chanaresuchus en 1971, es Gualosuchus. Es muy similar en apariencia a Chanaresuchus, del que solo difiere en tamaño y proporciones del cráneo.